# Cantalupa
Cantalupa (piemontesisch Cantaluva, okzitanisch Chantaloba) ist eine Gemeinde in der italienischen Metropolitanstadt Turin (TO), Region Piemont.

## Lage und Einwohner
Cantalupa liegt knapp 44 km südwestlich von Turin. Das Gemeindegebiet umfasst eine Fläche von 11 km² und 2589 Einwohner (Stand 31. Dezember 2023). Die Gemeinde Cantalupo wurde 1928 aufgelöst und in die Gemeinde Frossasco eingegliedert. 1954 wurde sie wieder eine unabhängige Gemeinde.
Die Nachbargemeinden sind Cumiana, Frossasco und Roletto.

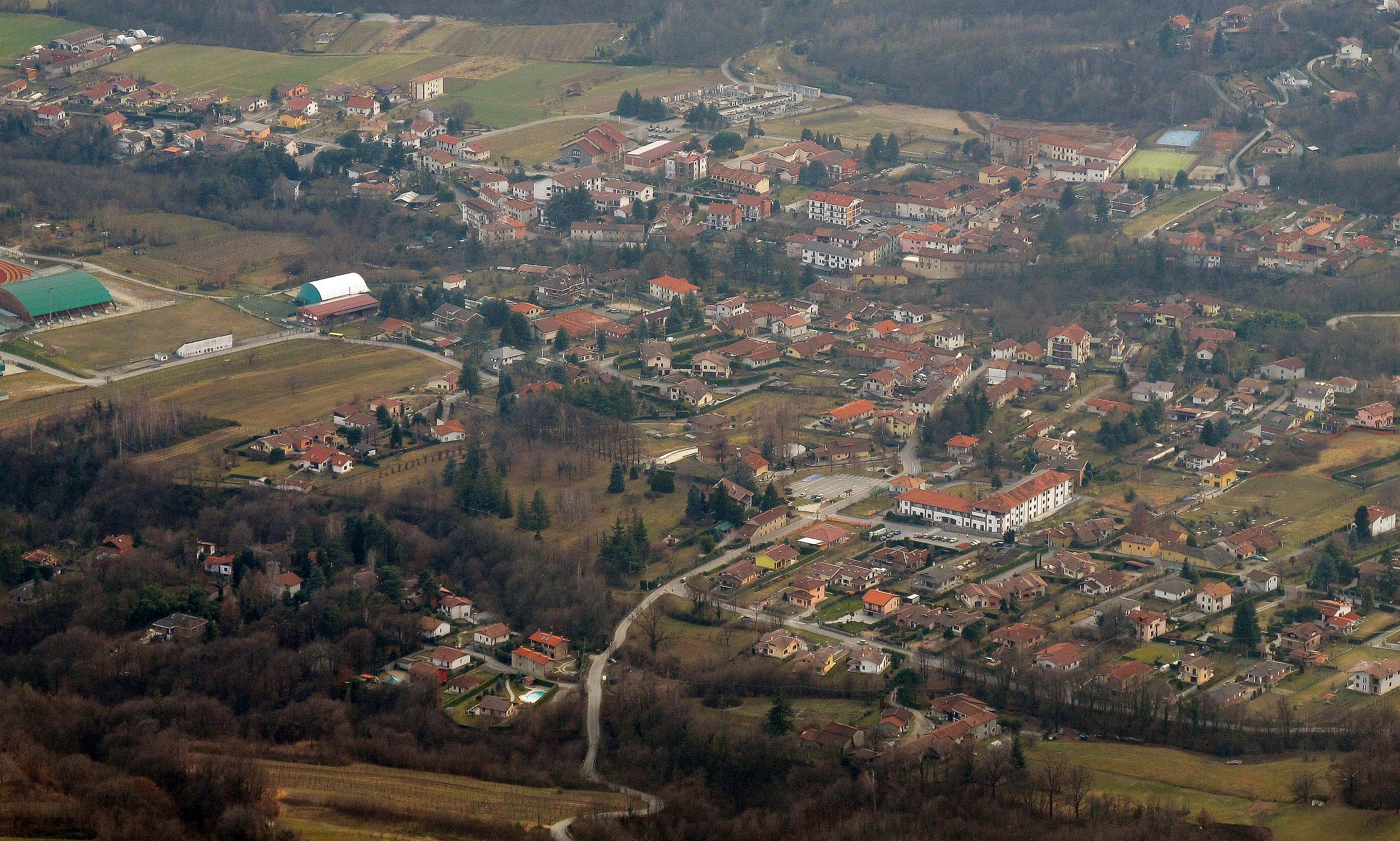
Panorama

## Sehenswürdigkeit

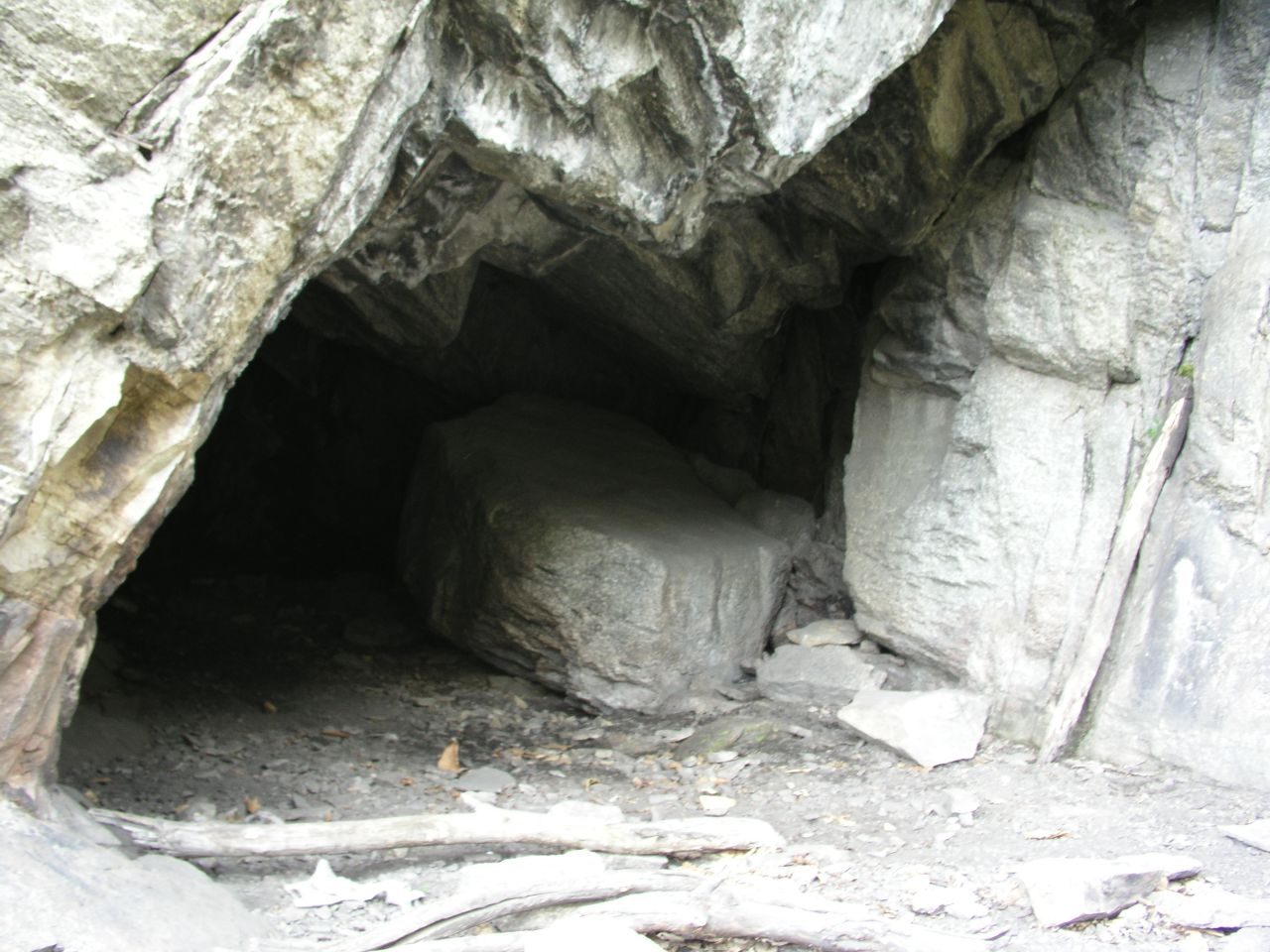
Eingang der Grotte

Die Grotta Ciumera ist ein sehr beliebtes Ausflugsziel in der Region. Dort wurden bei Ausgrabungen Gegenstände aus der Eisenzeit gefunden.